# Oskar Mertins

Oskar Mertins

Oskar Theodor Mertins (* 17. Juni 1858 in Pillau, Ostpreußen; † 14. Mai 1909 in Breslau) war ein deutscher Lehrer und Prähistoriker.

## Leben
Oskar Mertins legte 1878 das Abitur am Tilsiter Realgymnasium ab. Er studierte an der Friedrich-Wilhelms-Universität zu Berlin und der Kaiser-Wilhelms-Universität Straßburg. In Straßburg diente er 1880/81 als Einjährig-Freiwilliger in der Preußischen Armee. Er wurde 1885 mit einer Doktorarbeit über Robert Greene von der Schlesischen Friedrich-Wilhelms-Universität zum Dr. phil. promoviert. Nach einem Probejahr in Tilsit wurde er 1884 Lehrer in Breslau, erst an einer Realschule, ab 1889 Oberlehrer und Professor (1902) für neuere Sprachen am Heilig-Geist-Gymnasium (Breslau). 1888 wurde er Mitglied des Vereins für das Museum Schlesischer Alterthümer und 1894 Vorstandsmitglied. 1902 bis 1907 vertrat er Wilhelm Grempler als Vorsitzenden.

## Werke
Mertins veröffentlichte seine Aufsätze in Schlesiens Vorzeit in Bild und Schrift, unter anderem: Spuren des diluvialen Menschen in Schlesien und seinen Nachbargebieten (Band 6, 1894, S. 68–86); Depotfunde der Bronzezeit in Schlesien (1896); Kupfer- und Bronzefunde in Schlesien (1898, Nachträge 1899); Zwei Gräberfelder der Bronzezeit (1899); Steinzeitliche Werkzeuge und Waffen in Schlesien (1904). Darüber hinaus publizierte er:
- Robert Greene und The Play of George-a-Greene, the pinner of Wakefield. Buchdr. Lindner, Breslau 1885, zugleich: Breslau, Philosophische Fakultät, Dissertation vom 10. Oktober 1885
- Die hauptsächlichen prähistorischen Denkmäler Schlesiens. Breslau 1891 (Sonderabdruck aus dem 17. Jahresbericht des Schlesischen Prov.-Verbandes der Gesellschaft für Verbreitung von Volksbildung)
- Wegweiser durch die Urgeschichte Schlesiens. Preuss & Jünger, Breslau 1906; 2. Auflage, 1906